# Как приручить дракона (франшиза)
«Как приручи́ть драко́на» — анимационная франшиза студии DreamWorks Animation, которая на данный момент включает в себя одноимённые первую часть, вышедшую 18 марта 2010 года, вторую часть, которая вышла 13 июня 2014 года, и третью часть, вышедшую 21 февраля 2019 года, а также мультсериал, рассказывающий о событиях между первым и вторым фильмами, спин-офф мультсериал с тремя специальными эпизодами, мультсериал-продолжение, 6 короткометражных мультфильмов, 12 видеоигр и одно театральное шоу. Перезапуск от Universal Pictures был выпущен 13 июня 2025 года. Мультсериал, в котором будут происходить в одной вселенной нескольких франшиз, скоро выйдет.

## Фильмы

### «Как приручить дракона 2» (2014)
Выпуск сиквела был запланирован на 2013 год, но в пресс-релизе от 8 марта 2011 года на официальном сайте студии руководство сообщило о переносе даты выхода продолжения мультфильма с 2013 года на 20 июня 2014 года. А в августе 2013 года выпуск перенесли на неделю раньше — 13 июня 2014 года. Проект возглавил продюсер Бонни Арнольд и режиссёр Дин Деблуа, при участии главы компании DreamWorks Джеффри Катценберга. Планировалось, что сорежиссёр первой части мультфильма Крис Сандерс присоединится к проекту после завершения работы над «Пещерными людьми», вышедшими в отечественном кинопрокате под названием «Семейка Крудс», но Крис решил отказаться от участия в разработке сиквела.
По традиции, актёры, озвучившие персонажей в первом фильме, озвучивают их и в последующих частях. Однако в каждом фильме появляются новые герои и новые актёры, озвучивающие их. Так, во втором фильме появились персонажи Валки (Кейт Бланшетт), Драго (Джимон Хонсу) и Эрета (Кит Харингтон).

### «Как приручить дракона 3» (2019)
Всего во франшизе планируется три фильма. Выпуск третьей части состоялся 21 февраля 2019 года, в режиссёрском кресле остался Дин ДеБлуа.

### «Как приручить дракона» (2025)
В феврале 2023 года было объявлено, что в разработке находится фильм, который будет сниматься студий DreamWorks Animation, Marc Platt Productions и распространяться студией Universal Pictures. Режиссёром и сценаристом снова стал Дин ДеБлуа, а Джон Пауэлл — композитором. Первоначально его выход был запланирован на 14 марта 2025 года, но был отложен до 13 июня того же года из-за забастовки SAG-AFTRA. Съёмки должны были начаться 30 июня 2023 года в Лос-Анджелесе.
В мае 2023 года было объявлено, что Мейсон Темз и Нико Паркер выбраны на роль Иккинга и Астрид соответственно, а один из актеров сохранит свою роль в перезапуске.

## Короткометражки

### «Легенда о Костоломе»
Продюсер
Бонни Арнольд
Брюс Сейферт
Режиссёр
Джон Пуглиси
Длительность
 16 минут
«Легенда о Костоломе» (англ. Legend of the BoneKnapper Dragon) — короткометражный анимационный фильм компании DreamWorks Animation под режиссурой Джона Пуглиси. События в «Легенде о Костоломе» происходят после событий фильма «Как приручить дракона». Фильм рассказывает о том, как Иккинг и юные викинги отправляются в путешествие со своим наставником Плевакой, чтобы помочь ему победить своего заклятого врага — легендарного дракона Костолома. Впервые мультфильм был показан 14 октября 2010 года на телеканале Cartoon Network. В США входит в состав DVD и Blu-ray дисков с мультфильмом «Как приручить дракона», выпущенных 15 октября.
Сюжет
В деревне снова пожар, горит дом Плеваки. После он рассказал своему племени, что его опять нашёл Костолом — дракон, использующий костяную броню, который давно преследует Плеваку. Ему никто не поверил, а историю назвали байкой. Он отправился в плавание, чтобы найти доказательства существования дракона. Иккинг и его друзья отправились вместе со своим наставником. Их корабль разбился, и они оказались на необитаемом острове, на котором викинги были и атакованы Костоломом. Присмирить его удалось возвращением ему маленькой косточки, найденной Плевакой ещё в молодости.

### «Драконы: Подарок Ночной Фурии»
Продюсер
Кейт Спенсер
Дин Деблуа
Режиссёр
Том Оуэнс
Сценарист
Адам Ф. Голдберг
Длительность
 22 минуты
«Драконы: Подарок Ночной Фурии» (англ. Dragons: Gift of the Night Fury) — короткометражный анимационный фильм компании DreamWorks Animation под режиссурой Тома Оуэнса. Короткометражка вышла 15 ноября 2011 года на DVD и Blu-ray вместе с «Книгой драконов» и другими материалами, посвящёнными франшизе «Как приручить дракона».
Сюжет
Внезапно все драконы острова улетели в неизвестном направлении. Иккинг сделал новую модель хвоста для Беззубика, которая позволяет тому летать без наездника. Беззубик улетел и не вернулся. Спустя несколько дней Иккинг обнаружил, что дракон Рыбьенога Сарделька(Громмель) привязан в сарае, из-за чего тот не смог улететь со всеми. Увидев Иккинга, дракон резко рванулся, захватив на волю с собой и Иккинга. Они прилетели на остров, на котором Иккинг обнаружил всех драконов из их деревни — они слетелись сюда ради потомства. Иккинг придумал погрузить дракончиков в старую ладью викингов и перенести их в ней в деревню, что и осуществил. На острове не оказалось Беззубика. Он объявился в деревне позже, он не летал на тот остров, а искал шлем Иккинга, который был случайно сбит одним из улетающих драконов. После этого Беззубик лично уничтожает устройство для самостоятельного полёта.

### «Книга драконов»
Продюсер
Йен Рихтер
Бонни Арнольд
Режиссёр
Стив Хикнер
Длительность
 17 минут
Книга драконов (англ. Book of Dragons) — короткометражный анимационный фильм компании DreamWorks Animation под режиссурой Стива Хикнера. В фильме нас более подробно знакомят со старыми и новыми видами драконов, и способами их приручения. Действие происходит после событий предыдущих фильмов. Короткометражка вышла 15 ноября 2011 года на DVD и Blu-ray вместе с короткометражкой «Драконы: Подарок Ночной Фурии» и другими материалами, посвящёнными франшизе «Как приручить дракона».
Сюжет
Иккинг, Астрид, Рыбьеног и Плевака обращаются к зрителям — «юным приручателям» с предложением начать исследование Книги Драконов. По завершении обзора книги Плевака говорит зрителям, что те теперь готовы сами приручать драконов.

### «Драконы: Гонки бесстрашных»
Короткометражный фильм, получивший название Драко́ны: Го́нки бесстра́шных (англ. Dawn of the Dragon Racers), вышел 11 ноября 2014 года, на DVD/Blu-Ray/цифровых релизах фильма «Как приручить дракона 2» в США и Канаде.
Сюжет
Накануне большой ежегодной регаты овцы Молчуна Свена разбежались, и Стоик даёт команду наездникам найти их и привести в загоны. Но наездники устраивают из этого игру. Когда вождь уезжает с острова, и даёт поручение Иккингу — устроить регату, народ начинает требовать продолжения Драконьих Гонок, и заместитель вождя — Иккинг соглашается. После Иккинг пытается убедить всех принять участие в регате, но тщетно — проводятся ещё одни гонки, перед началом которых появляется Стоик! Он выслушивает доводы Иккинга и объявляет о начале первых ежегодных Драконьих Гонок.

### Как приручить дракона: Возвращение домой
Как приручить дракона: Возвращение домой (англ. How to Train Your Dragon: Homecoming) — короткометражный анимационный фильм длительностью 22 минуты. Вышел в эфир на канале NBC 3 декабря 2019 года.
Сюжет
События разворачиваются через 10 лет после того, как драконы покинули викингов. Сюжет завязан вокруг Иккинга, Астрид и их детей.
В Скрытом мире Беззубик рисует Иккинга и рассказывает о нём детям. Ночью Стрела будит братьев и они улетают на Олух.
Дочка Иккинга Зефира считает драконов монстрами и вождь решает организовать представление в память драконам. Малыши Попрыгунчик, Верхолаз и Стрела смотрят представление с горы, но их замечают родители.
Во время представления случается пожар, а Иккинг в железных доспехах похожих на Беззубика падает в пропасть. Ночная Фурия замечает его и спасает, а также спасает представление. Зефира нечаянно замечает Беззубика и понимает свою неправоту. Иккинг и Астрид с детьми идут домой и замечают подарки и съеденную рыбу. Семья выбегает на улицу и видит улетающую семью Фурий.
В титрах нам показывают сцену как в третьей части.

### Как приручить дракона: Журнал Сноглтога
Как приручить дракона: Журнал Сноглтога (англ. How to Train Your Dragon: Snoggletog Log) — короткометражный анимационный фильм длительностью 28 минут, снятого в стиле американского телевизионного шоу Yule Log. Вышел в эфир на канале Hulu в декабре 2019 года.

## Мультсериалы

### Драконы (2012—2018)
Оригинальное название — DreamWorks' Dragons: Riders of Berk (1 сезон), транслируется по каналу Cartoon Network. 7 августа 2012 года было показано превью сериала, состоявшее из двух первых серий, а 4 сентября 2012 года состоялась полноценная премьера сериала, которую обозначила третья серия. В России премьера состоялась 1 марта 2013 года на канале Cartoon Network RSEE, где он транслируется под названием «Драко́ны и вса́дники О́луха».
Сериал повествует о том, как викинги пытаются ужиться с драконами, которых они приручили, и какие изменения произошли в их обычаях. Действие первых двух из пяти сезонов сериала происходит сразу после окончания первого фильма.
Второй сезон сериала получил название «Драко́ны: защи́тники О́луха» (ориг. DreamWorks' Dragons: Defenders of Berk) и, как и первый, состоит из 20 серий. В новом сезоне появляются новые драконы и приключения.
26 июня 2015 вышли первые 13 серий 3-го сезона, действие которого развернулось за два года до событий второго фильма. Сезон получил название DreamWorks' Dragons: Race to the Edge («Драконы: Гонки по Краю»). Премьера состоялась не на канале Cartoon Network, а на Netflix. Четвёртый сезон вышел 24 июня 2016 года и 17 февраля 2017, пятый — 25 августа 2017 года. Вторая часть сезона вышла в феврале 2018 года, он сильно связан со вторым фильмом.

### Драконы: Спасатели (2019—2022)
Dragons: Rescue Riders — спин-офф DreamWorks Dragons ориентированный на детей дошкольного возраста, был выпущен на Netflix 27 сентября 2019 года. Первый сезон состоит из четырнадцати серий. Второй сезон из двенадцати серий вышел 7 февраля 2020 года.
Сериал рассказывает о Даке и Лейле, близнецах, воспитанных драконами, которые развили уникальную способность напрямую общаться с драконами и помогают драконам и жителям города Хаттсгалор.
46-минутный специальный выпуск с подзаголовком Hunt for the Golden Dragon, был выпущен 27 марта 2020 года. Второй специальный выпуск с подзаголовком Secrets of the Songwing, был выпущен 24 июля 2020 года. Праздничный выпуск с подзаголовком Huttsgalor Holiday был выпущен 24 ноября 2020 года.
Третий сезон из шести серий под названием Dragons: Heroes of the Sky, был выпущен на Peacock 24 ноября 2021 года.

### Драконы: Девять миров (2021—2023)
13 октября 2021 года DreamWorks анонсировала сериал Dragons: The Nine Realms, действие которого происходит спустя 1300 лет после основного сюжета. Сериал из шести эпизодов был выпущен на Peacock и Hulu 23 декабря 2021 года.

## Видеоигры
- How to Train Your Dragon (2010)
- Super Star Kartz (2011)
- Dragons: TapDragonDrop (2012)
- Dragons: Wild Skies (2012)
- School of Dragons (2013)
- Dragons: Rise of Berk (2014)[24]
- How to Train Your Dragon 2 (2014)
- How to Train Your Dragon: Flight of the Night Fury
- Dragons Adventure: World Explorer
- DreamWorks Press: Dragons
- Dragons: Titan Uprising (2019)
- Dragons: Dawn of New Riders (2019)

## Театральное шоу
Театра́льное шо́у «Как приручи́ть драко́на» (англ. How To Train Your Dragon Arena Spectacular — Live Show). Позднее название было изменено на «How To Train Your Dragon Live Spectacular».